# Correlatori a cancellazione della varianza propria

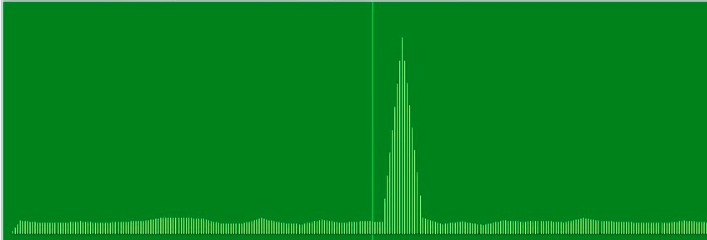
Correlazione tra due segnali in assenza della varianza propria (segnali privi dei disturbi)

Nei processi teorici di correlazione tra segnali in bande di rumore s'ipotizza un tempo d'integrazione infinito, gli algoritmi che li caratterizzano non rispecchiano pertanto i processi reali dove invece l'integrazione è finita.
L'integrazione finita di un correlatore genera delle ondulazioni  che sovrapponendosi alla funzione di correlazione ne alterano sensibilmente il profilo ; il problema si risolve, se strettamente necessario ,  con i correlatori a cancellazione della varianza propria.
Il funzionamento di questo particolare correlatore è illustrato, per semplicità, nel presupposto che i processi di calcolo siano riferiti alle caratteristiche delle funzioni di correlazione analogiche.
Da questi sviluppi concettuali discendono,  secondo Van Vleck , analoghi sviluppi nell'ambito della correlazione digitale.

## La funzione di correlazione teorica
L'algoritmo 1) esprime la funzione di correlazione analogica incrociata nel presupposto teorico che il tempo d'integrazione sia infinitamente grande, e che per tale presupposto non si evidenzi nella formula stessa la presenza della varianza propria dovuta ai segnali.
{\displaystyle C(\tau -\ \tau *)_{1,2}\ \left[{\frac {\sin[\ (2\cdot \pi \cdot DF\cdot (\tau -\tau *)]\cdot \cos \ [2\cdot \pi \cdot Fo\cdot (\tau -\tau *)]}{[2\cdot \pi \cdot DF\cdot (\tau -\tau *)]}}\right]\ \ \ } 1) 
dove:
{\displaystyle DF} = metà della larghezza di banda del ricevitore che definisce i segnali.
{\displaystyle F_{o}} = frequenza media della banda.
Nelle applicazioni dei metodi di correlazione la situazione sopra menzionata è poco significativa se i segnali sono inquinati dai disturbi, dato che in questi casi la varianza dovuta a questi ultimi è generalmente preponderante rispetto a quella dovuta ai soli segnali.
La cosa è diversa invece nei casi in cui i segnali non siano inquinati dai disturbi, o comunque lo siano poco, perché in queste situazioni la varianza d'uscita del correlatore è determinata prevalentemente dai segnali stessi e ciò nuoce al fine delle misure.
Per eliminare quasi totalmente la varianza dovuta ai soli segnali esiste un metodo che consente di ottenere buoni risultati senza intervenire sul valore della frequenza di taglio dell'unita integratore .
Questo metodo agisce soltanto per l'abbattimento della varianza dei segnali tra loro correlati; agisce sempre meno mano a mano che i segnali si dissociano fino al punto di non incidere assolutamente sull'attenuazione della varianza quando le grandezze {\displaystyle f1(t)\ e\ f2(t)} applicate al correlatore sono completamente non correlate tra loro; questa condizione è identica alla presenza dei soli rumori all'ingresso del correlatore.

## Lo schema a blocchi
Il metodo per la cancellazione della varianza   dei segnali si basa sull'elaborazione della funzione di correlazione analogica incrociata secondo lo schema a blocchi di figura:

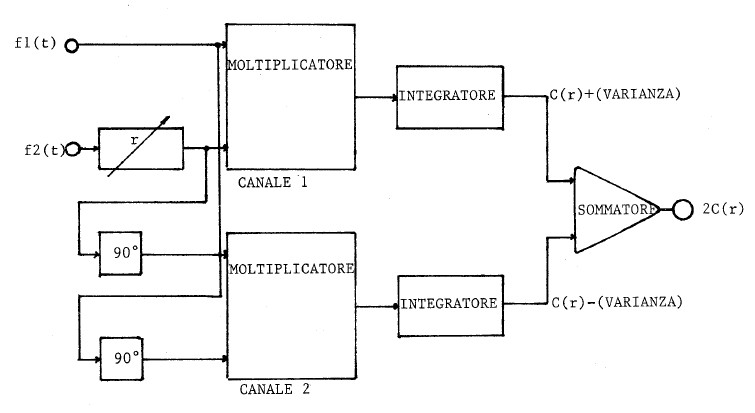
Schema a blocchi correlatore a cancellazione varianza propria

Il sistema può operare con segnali {\displaystyle f(t)} di tipo stazionario definiti in bande di frequenze aventi uniforme distribuzione spettrale.
II circuito esegue la correlazione normale nel canale 1 e la presenta al primo ingresso dell'amplificatore sommatore S, esegue la correlazione secondo i segnali in quadratura nel canale 2 e la presenta al secondo ingresso del sommatore, il risultato di questa operazione genera in uscita di S di una funzione di correlazione di ampiezza {\displaystyle C(\tau )} depurata della varianza dovuta ai segnali {\displaystyle f(t).}

### Principio del funzionamento
Il funzionamento del correlatore si spiega, secondo lo schema a blocchi della figura della prima sezione, ricordando l'algoritmo dal quale discendono tutte le funzioni di correlazione:
{\displaystyle C(\tau )_{1,2}=1/To\int _{0}^{To}[f_{1}(t)]\cdot [f_{2}(t+\tau )]\,dt\ \ \ \ } 2).
dove la {\displaystyle C(\tau )_{1,2}} si ottiene dal moltiplicatore con il prodotto {\displaystyle P=f_{1}(t)\cdot f_{2}(t+\tau )} integrato nel tempo.
Applicando l'uscita del moltiplicatore al blocco integratore, secondo lo schema a blocchi, si otterrà, all'uscita di questo la somma di tutti i prodotti nel tempo come indicato dall'integrale della 2), la varianza sarà tanto più piccola quanto sarà elevata la costante di tempo dell'integratore, soltanto per integrazione ideale per tempo infinito la varianza sarà nulla.

#### Sviluppi teorici
Se i segnali {\displaystyle f_{1}(t)\ e\ f_{2}(t)} sono del tipo
{\displaystyle f(t)=A\sin \omega t} 
il moltiplicatore del canale 1 elaborerà i segnali d'ingresso nel seguente modo:
{\displaystyle P_{1}=f_{1}(t)\cdot f_{2}(t+\tau )=A\sin \omega t\cdot A\sin \omega (t+\tau )=(A^{2}/2)\cdot \cos \omega \tau \ \ {-}\ \ (A^{2}/2)\cdot \cos(2\omega t+\omega \tau )} 
dove il primo termine dovuto al prodotto è la {\displaystyle C(\tau )_{1,2}} voluta e il secondo termine è la varianza che dovrebbe essere filtrata dal circuito integratore.
Il moltiplicatore del canale 2 elaborerà i segnali di ingresso  {\displaystyle A\sin \omega t}
dopo averli trasformati in {\displaystyle A\cos \omega t} tramite le cellule di sfasamento a {\displaystyle 90}° che precedono il moltiplicatore; i risultato della moltiplicazione sarà pertanto:
{\displaystyle P_{2}=A\cos \omega t\cdot A\cos \omega (t+\tau )=(A^{2}/2)\cdot \cos \omega \tau \ \ {+}\ \ (A^{2}/2)\cdot \cos(2\omega t+\omega \tau )}

dove il primo addendo dovuto al prodotto è la stessa {\displaystyle C(\tau )_{1,2}} ottenuta nel canale 1 e il secondo addendo è la varianza che deve essere filtrata dal circuito integratore.
Confrontando {\displaystyle P_{1}\ con\ P_{2}} si osserva che le componenti della varianza sono l'una positiva e l'altra negativa e che pertanto sommando i prodotti dei due canali si ottiene la funzione di correlazione a varianza del segnale zero indipendentemente dal tempo d'integrazione.

## Osservazioni
Il procedimento matematico mostra che la cancellazione totale della varianza del segnale si ha se lo sfasamento del canale 2 è di {\displaystyle 90}°  esatti e quando i guadagni dei due canali di correlazione sono identici.
Eventuali errori sullo sfasamento dei segnali o sull'uguaglianza dei guadagni degli stadi di amplificazione non consentono la cancellazione completa della varianza del segnale.
Il risultato ottenuto per segnali monocromatici è ovviamente estensibile per segnali definiti in bande di frequenze purché lo sfasamento di {\displaystyle 90}° per ciascun segnale del canale 2 sia mantenuto per tutte le frequenze contenute nella banda.